# Націонал-соціалістичний союз вчителів
Націонал-соціалістичний союз вчителів (нім. Nationalsozialistischer Lehrerbund, скор. NSLB) — громадська організація в Німеччині, що об'єднувала у своїх лавах вихователів, вчителів та викладачів. Керівник союзу мав титул райхсвальтер (нім. Reichswalter).

## Історія створення
Створений у 1927 році як крило НСДАП. На союз було покладено відповідальність за здійснення політико-світоглядної орієнтації всіх викладачів в дусі націонал-соціалізму.
До складу союзу входили такі об'єднання фахівців:
- I. Викладачі вищих навчальних закладів.

- II. Викладачі повних середніх шкіл.

- III. Викладачі неповних середніх шкіл.

- IV. Викладачі народних шкіл.

- V. Викладачі спеціалізованих шкіл (шкіл для глухонімих, сліпих, закриті школи, допоміжні школи).

- VI. Викладачі виробничих шкіл та середніх спеціальних училищ (торгові школи, ремісничі училища, виробничі школи та середні спеціальні училища, технічні навчальні заклади, школи домознавства).

- VII. Соціально-педагогічні професії:

a) виховательки дитячих садків, виховательки у групах продовженого дня, виховательки з позашкільної роботи;b) соціально-педагогічні навчальні заклади.
В окремих областях союзом були засновані суди, які займалися розглядом та залагодженням суперечок.
З 1 червня 1936 року союз став корпоративним членом націонал-соціалістичного товариства «Сила через радість». Кожен член НССВ мав право брати участь у всіх заходах товариства «Сила через радість» на тих самих умовах, що й члени товариства.
Союз мав друкований орган — газету Nationalsozialistische Lehrerzeitung.

## Керівники
- (1927-1935) Ганс Шемм .
- (1935-1945) Фріц Вехтлер .